# Эберле, Эмилия
Гертруде Эмилия Эберле (рум. Gertrude Emilia Eberle, р. 4 марта 1964) — румынская гимнастка, по национальности немка, призёр Олимпийских игр. После эмиграции в США и замужества стала известна как Труди Коллар (англ. Trudi Kollar).
Родилась в 1964 году в Араде. В 1978 году завоевала четыре медали чемпионата мира. В 1979 году стала обладательницей трёх медалей чемпионата Европы, трёх медалей чемпионата мира, и четырёх медалей кубка мира. В 1980 году стала обладательницей двух серебряных медалей Олимпийских игр в Москве.
В 1989 году эмигрировала в Венгрию, а в 1991 — в США.